# Cornizuelos
Cornizuelos är en ort i Mexiko.   Den ligger i kommunen Tantoyuca och delstaten Veracruz, i den sydöstra delen av landet, 240 km norr om huvudstaden Mexico City. Cornizuelos ligger 120 meter över havet och antalet invånare är 305.
Terrängen runt Cornizuelos är platt. Runt Cornizuelos är det ganska tätbefolkat, med 72 invånare per kvadratkilometer. Närmaste större samhälle är Tantoyuca, 11,4 km söder om Cornizuelos. Trakten runt Cornizuelos består till största delen av jordbruksmark.